# Aaron Murillo
Aaron Murillo (San José, 20 de marzo de 1998) es un futbolista costarricense que juega como mediocampista en el Club Sport Herediano de la Primera División de Costa Rica.

## Trayectoria

### Inicios
Aaron Murillo estuvo en las categorías inferiores de la Liga Deportiva Alajuelense durante once años; donde nunca pudo hacer su debut oficial con el equipo mayor.  
Posterior, firmaría por el equipo de Guadalupe Fútbol Club en el 2017 pero debutaría hasta el 19 de abril de 2018, ante el equipo de Municipal Pérez Zeledón. El marcador final fue de 1-1 y Aaron Murillo ingreso de cambio por Eduardo Juárez al minuto 88.

### Guadalupe Fútbol Club
Murillo, con el cuadro de Guadalupe estaría durante seis años en la Primera División de Costa Rica. Logrando una gran estabilidad, jugando 126 partidos, marcando 10 goles y ofreciendo 9 asistencias. Al descender el equipo a la Segunda División de Costa Rica, Aaron Murillo ficharía por el cuadro del Club Sport Herediano. 

## Clubes
| Club                  | País       | Año                |
| --------------------- | ---------- | ------------------ |
| Guadalupe Fútbol Club | Costa Rica | 2017-2023          |
| C. S. Herediano       | Costa Rica | 2023 - actualmente |

## Palmarés

### Títulos nacionales
| Título                         | Club            | País       | Año  |
| ------------------------------ | --------------- | ---------- | ---- |
| Supercopa de Costa Rica        | C. S. Herediano | Costa Rica | 2024 |
| Primera División de Costa Rica | C. S. Herediano | Costa Rica | 2024 |
| Primera División de Costa Rica | C. S. Herediano | Costa Rica | 2025 |